# Eve Angel

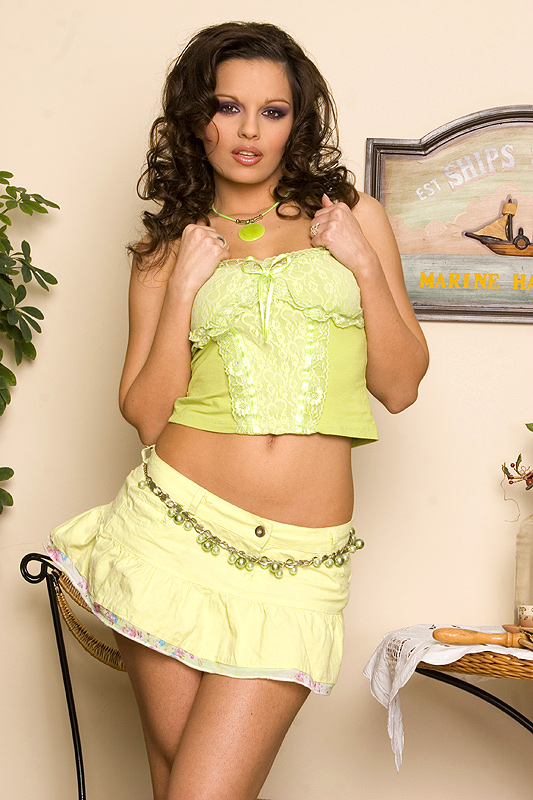

Eve Angel, pseudonim al lui Eva Duboš (n. 19 mai 1983, Budapesta, Ungaria) este o actriță porno și model maghiar. Este cunoscută și sub numele de Eva Shine, Marina Mendoza, Katie, Daphne, și Severine.

## Biografie
Născută la Budapesta, Ungaria, ea are o soră mai mică și un frate mai mare, cu care conduce o companie de design.
Eve Angel a devenit model de la vârsta de 18 ani. Primele filme ale ei erau în mare parte heterosexuale, dar ea acum joacă numai cu femei.
În 2009 ea a câstigat Premiul AVN Adward.